# Wonju
Wonju (Wonju-si; 원주시; 原州市), è la città più popolosa della provincia di Gangwon in Corea del Sud.